# Девід Мак-Аллістер
Девід Джеймс Мак-Аллістер (12 січня 1971, Берлін) — німецький політик, активіст Християнсько-демократичного союзу, прем'єр-міністр Нижньої Саксонії у 2010—2013 роках, член Європарламенту 8-го та 9-го скликань. Голова комітету Європарламенту із закордонних справ (з 2017).

## Життєпис
Девід Мак-Аллістер народився 12 січня 1971 року в Західному Берліні. Спочатку він навчався в школах Берліна, у тому числі в Берлінській британській школі. 1982 року його родина переїхала до Нижньої Саксонії у Бад-Бедеркес. 1989 року склав іспит зрілості, після чого два роки служив солдатом у Бундесвері. 1996 року закінчив факультет права в Ганноверському університеті, бувши стипендіатом Фонду Конрада Аденауера. У 1996 та 1998 роках склав перший та другий державні юридичні іспити, здобувши професійну кваліфікацію.
1998 року він приєднався до ХДС, раніше діяв у її молодіжній організації Junge Union, керуючи своїми районними структурами в Куксхафен. У 1996—2002 роках він засідав у міській раді Бад-Бедеркеса, з 2001 року виконував обов'язки міського голови. У 1996—2010 роках рада повітів обрала його до ландтагу Нижньої Саксонії з 1998 року. Одночасно його просували в партійну структуру, бувши серед інших головою парламентського клубу в земельному парламенті (2003–10). 2008 року очолив ХДС на федеральному рівні.
1 липня 2010 року він обійняв посаду прем'єр-міністра Нижньої Саксонії, замінивши Крістіана Вульфа, який став президентом Німеччини. На виборах 2013 року коаліція християнських демократів та лібералів не підтримувала більшість у ландтагу. 19 лютого 2013 року соціал-демократ Стефан Вейл став новим прем'єр-міністром.
2014 року він став головним кандидатом християнських демократів на європейських виборах, отримавши мандат депутата Європарламенту 8-го терміну. 2019 року він успішно подав заявку на переобрання та був переобраний.